# Istanbul Challenger 1986
L'Istanbul Challenger 1986 è stato un torneo di tennis facente parte della categoria ATP Challenger Series nell'ambito dell'ATP Challenger Series 1986. Il torneo si è giocato a Istanbul in Turchia dal 28 luglio al 3 agosto 1986 su campi in terra rossa.

## Vincitori

### Singolare
Jim Pugh ha battuto in finale  Aleksandr Zverev con il punteggio di 6–4, 6–2.

### Doppio
Charles Cox /  Michael Fancutt hanno battuto in finale  Peter Bastiansen /  George Kalovelonis con il punteggio di 6–3, 6–2.